# CR&S
CR&S is een merk van motorfietsen.

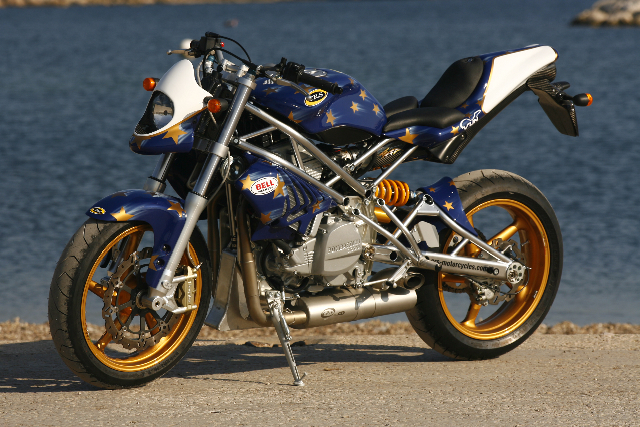
CR&S Vun

De bedrijfsnaam is: Café Racers & Superbikes, Milano. 
Italiaans merk van de eigenaren van het Paton-wegraceteam.
Nadat men was gestopt met races bracht men in 1995 een special op basis van een Suzuki-GSX-R 1100 uit, in 2004 verscheen de VUN 2.3 met een BMW-650 cc motorblok. In 2010 kwam de CR&S DUU uit.